# 约翰内斯·奥克冈
约翰内斯·奥克冈（荷蘭語：Johannes Ockeghem，约1410年—1497年2月6日），弗莱芒作曲家，曾在安特卫普任职，自1452年起开始为法国王室服务。其作品特点是运用绵长不断的乐句，少用模仿，从而形成流动的风格。他是弗莱芒乐派的第一代作曲家，其创作风格对若斯坎，奥布雷赫特等都有较大影响。